# Красное (село, Орехово-Зуевский район)
Кра́сное — село в Орехово-Зуевском городском округе Московской области. Население — 24 чел. (2010).

## Название
В названии села определение красное обозначает красивое.

## Расположение
Село расположено в юго-восточной части Орехово-Зуевского района, в 35 км к юго-востоку от города Орехово-Зуево, в 9 км к северо-западу от Шатуры и в 5 км к северу от ж.-д. платформы Шатурторф. Высота над уровнем моря 133 м.

## История

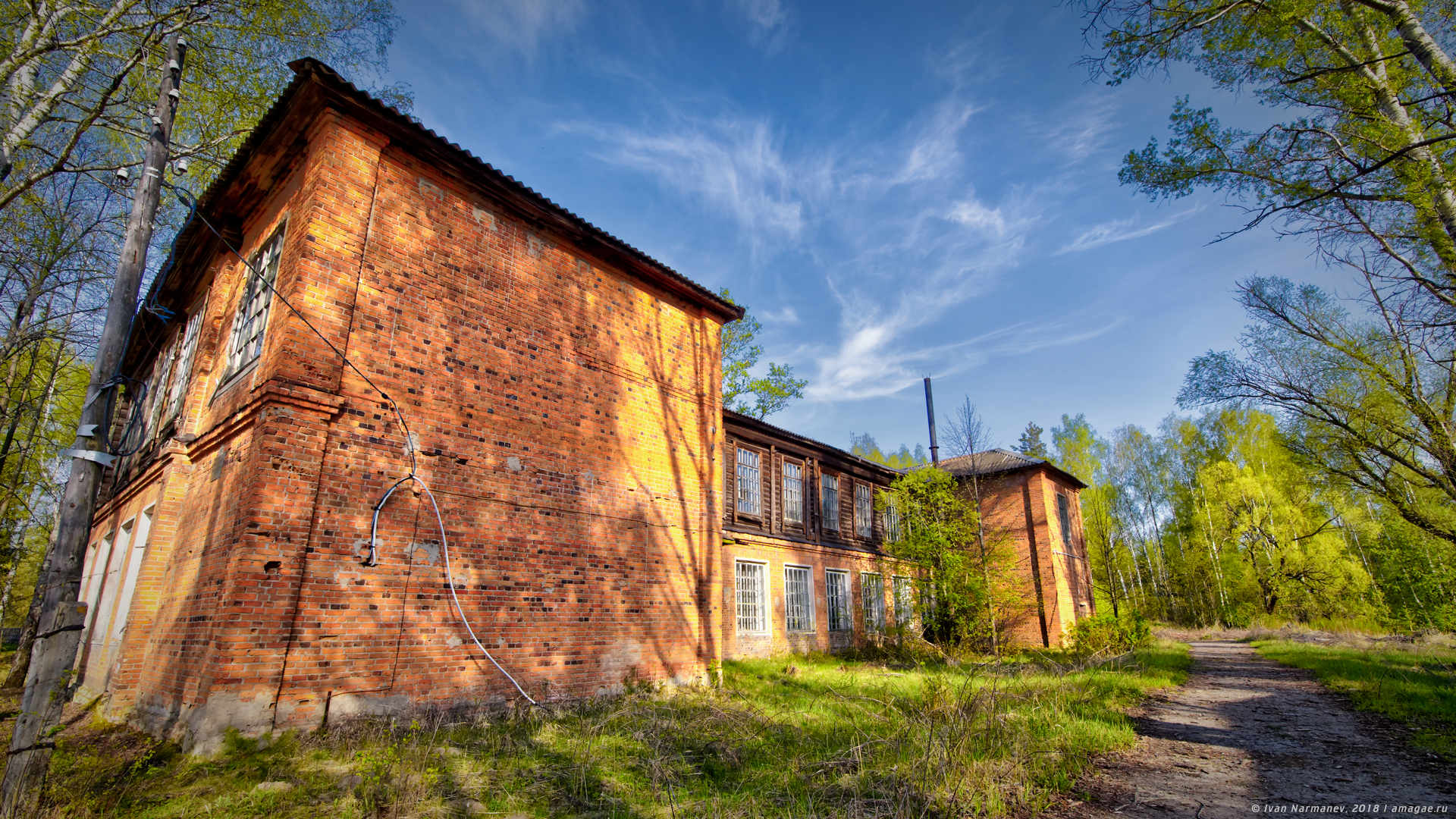
Школа в с. Красное

В 1851 году в селе была построена каменная церковь Успения Пресвятой Богородицы с приделами в честь святого Николая и святой мученицы Агриппины. Позднее была устроена колокольня и проведена внутренняя отделка церкви.
На момент отмены крепостного права население села состояло почти исключительно из духовенства и торговцев. После 1861 года село вошло в состав Старовской волости Егорьевского уезда. В селе была школа.
В 1926 году село входило в Старовский сельсовет Красновской волости Егорьевского уезда.

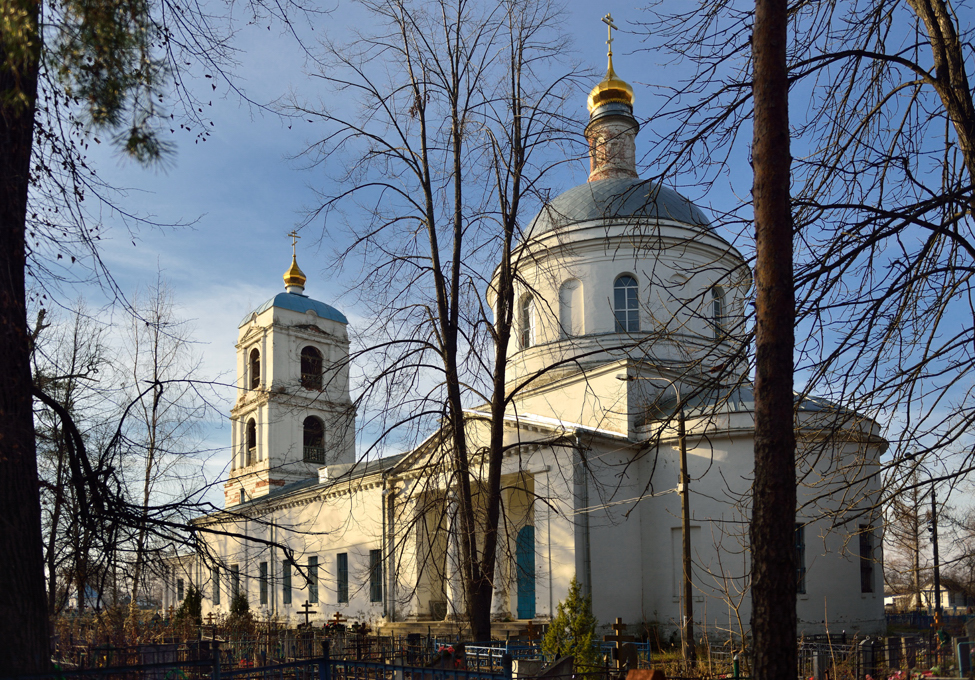
Церковь Успения Пресвятой Богородицы

В 1937 году была закрыта церковь. В 1991 году зарегистрирована православная община Успенского храма, а в 1995 году в церкви возобновились регулярные богослужения.
До 2006 года Красное входило в состав Дороховского сельского округа Орехово-Зуевского района.

## Население
| 1859 | 1868 | 1885 | 1905 | 1926 | 2002 | 2006 |
| ---- | ---- | ---- | ---- | ---- | ---- | ---- |
| 44   | ↘35  | ↗53  | ↗157 | ↗178 | ↘27  | →27  |
| 2010 |      |      |      |      |      |      |
| ↘24  |      |      |      |      |      |      |

В 1885 году в селе проживало 53 человека. По переписи 2002 года в селе проживали 11 мужчин и 16 женщин.